# Skilanglauf-Far-East-Cup 2017/18
Der Skilanglauf-Far-East-Cup  2017/18 war eine von der FIS organisierte Wettkampfserie, die zum Unterbau des Skilanglauf-Weltcups 2017/18 gehört. Sie begann am 26. Dezember 2017 in Otoineppu und endete am 12. Januar 2018 in Pyeongchang. Die Gesamtwertung bei den Männern gewann Hiroyuki Miyazawa. Er siegte bei vier der insgesamt sieben Rennen. Bei den Frauen wurde Miki Kodama in der Gesamtwertung Erste.

## Männer

### Resultate
| Datum             | Austragungsort | Disziplin        | Sieger            | Zweiter           | Dritter              |
| ----------------- | -------------- | ---------------- | ----------------- | ----------------- | -------------------- |
| 26. Dezember 2017 | Otoineppu      | 10 km klassisch  | Keishin Yoshida   | Naoto Baba        | Jun Ishikawa         |
| 27. Dezember 2017 | Otoineppu      | 10 km Freistil   | Naoto Baba        | Keishin Yoshida   | Jun Ishikawa         |
| 6. Januar 2018    | Sapporo        | 10 km klassisch  | Hiroyuki Miyazawa | Takanori Ebina    | Keishin Yoshida      |
| 7. Januar 2018    | Sapporo        | Sprint klassisch | Hiroyuki Miyazawa | Takanori Ebina    | Nobuhito Kashiwabara |
| 8. Januar 2018    | Sapporo        | 15 km Freistil   | Keishin Yoshida   | Hiroyuki Miyazawa | Naoto Baba           |
| 11. Januar 2018   | Pyeongchang    | 10 km klassisch  | Hiroyuki Miyazawa | Naoto Baba        | Lee Geon-yong        |
| 12. Januar 2018   | Pyeongchang    | 10 km Freistil   | Hiroyuki Miyazawa | Naoto Baba        | Lee Geon-yong        |

### Gesamtwertung Männer
| Rang | Name              | Punkte |
| ---- | ----------------- | ------ |
| 1    | Hiroyuki Miyazawa | 548    |
| 2    | Naoto Baba        | 445    |
| 3    | Keishin Yoshida   | 340    |
| 4    | Takanori Ebina    | 265    |
| 5    | Akira Lenting     | 206    |
| 6    | Jun Ishikawa      | 191    |
| 7    | Kaichi Naruse     | 177    |
| 8    | Hikari Fujinoki   | 157    |
| 9    | Takeo Hoshino     | 155    |
| 10   | Lee Geon-yong     | 120    |

| Rang | Name                 | Punkte |
| ---- | -------------------- | ------ |
| 11   | Nobuhito Kashiwabara | 114    |
| 12.  | Akihito Uda          | 112    |
| 13.  | Hyuga Otaki          | 101    |
| 14.  | Tomoki Sato          | 89     |
| 15.  | Kim Min-woo          | 86     |
| 16.  | Jeong Jong-won       | 85     |
| 16.  | Masato Tanaka        | 85     |
| 18.  | Park Seong-beom      | 82     |
| 19.  | Cho Yong-jin         | 77     |
| 20.  | Munefumi Kodama      | 69     |

| Rang | Name             | Punkte |
| ---- | ---------------- | ------ |
| 21.  | Kōhei Shimizu    | 68     |
| 22.  | Takahiro Suzuki  | 63     |
| 23.  | Haruki Yamashita | 60     |
| 24.  | Shunya Uda       | 58     |
| 24.  | Yuma Yoshida     | 58     |
| 26.  | Jumpu Nishida    | 57     |
| 27.  | Kim Eun-ho       | 56     |
| 28.  | Lee Ho-jin       | 55     |
| 29.  | Byumn Ji-yeong   | 54     |
| 30.  | Takatsugu Uda    | 53     |

## Frauen

### Resultate
| Datum             | Austragungsort | Disziplin       | Sieger         | Zweiter         | Dritter        |
| ----------------- | -------------- | --------------- | -------------- | --------------- | -------------- |
| 26. Dezember 2017 | Otoineppu      | 5 km klassisch  | Masako Ishida  | Yuki Kobayashi  | Kozue Takizawa |
| 27. Dezember 2017 | Otoineppu      | 5 km Freistil   | Masako Ishida  | Shiori Yokohama | Miki Kodama    |
| 6. Januar 2018    | Sapporo        | 5 km klassisch  | Masako Ishida  | Yuki Kobayashi  | Kozue Takizawa |
| 7. Januar 2018    | Sapporo        | Sprint Freistil | Kozue Takizawa | Rin Sobue       | Miki Kodama    |
| 8. Januar 2018    | Sapporo        | 10 km Freistil  | Yuki Kobayashi | Shiori Yokohama | Lee Chae-won   |
| 11. Januar 2018   | Pyeongchang    | 5 km klassisch  | Lee Chae-won   | Aimee Watson    | Ju Hye-ri      |
| 12. Januar 2018   | Pyeongchang    | 5 km Freistil   | Lee Chae-won   | Ju Hye-ri       | Miki Kodama    |

### Gesamtwertung Frauen
| Rang | Name            | Punkte |
| ---- | --------------- | ------ |
| 1    | Miki Kodama     | 371    |
| 2    | Yuki Kobayashi  | 330    |
| 3    | Masako Ishida   | 300    |
| 4    | Kozue Takizawa  | 288    |
| 5    | Lee Chae-won    | 276    |
| 6    | Rin Sobue       | 236    |
| 7    | Ju Hye-ri       | 220    |
| 8    | Shiori Yokohama | 216    |
| 9    | Masae Tsuchiya  | 179    |
| 10   | Hikari Miyazaki | 158    |

| Rang | Name             | Punkte |
| ---- | ---------------- | ------ |
| 11   | Yukari Tanaka    | 137    |
| 12.  | Yuka Watanabe    | 123    |
| 13.  | Chika Kobayashi  | 120    |
| 14.  | Sumiko Ishigaki  | 118    |
| 15.  | Yu Kaisaka       | 116    |
| 16.  | Nodoka Tochitani | 109    |
| 17.  | Aoi Sato         | 102    |
| 18.  | Han Da-som       | 98     |
| 19.  | Lee Eui-jin      | 90     |
| 20.  | Je Sang-mi       | 79     |

| Rang | Name                     | Punkte |
| ---- | ------------------------ | ------ |
| 21.  | Choe Shin-ae             | 72     |
| 22.  | Nao Maita                | 70     |
| 23.  | Nanase Fujita            | 69     |
| 24.  | Tschinbatyn Otgontsetseg | 66     |
| 25.  | Moeko Kobayashi          | 65     |
| 26.  | Yui Sakai                | 64     |
| 27.  | Yuka Otsuka              | 59     |
| 28.  | Ariunsanaagiin Enchtuul  | 58     |
| 29.  | Lee Ji-ye                | 56     |
| 30.  | Ham Hae-young            | 51     |